# Ledra quadricarina
Ledra quadricarina är en insektsart som beskrevs av Walker 1858. Ledra quadricarina ingår i släktet Ledra och familjen dvärgstritar. Inga underarter finns listade i Catalogue of Life.